# 1160-ті
Високе Середньовіччя •  Золота доба ісламу •  Реконкіста  •  Київська Русь

## Події

### Київська Русь
У Київській Русі продовжувалася міжусобна боротьба, в якій стали виразними нові риси — зміцнення Володимиро-Суздальського князівства і протистояння між власне Руссю та Північно-Східною Руссю. Кульмінацією цього протистояння стало розорення Києва 1169 року Андрієм Боголюбським, князем Володимиро-Суздальским.
1161 року завершилися спроби Ізяслава Давидовича утриматися на київському престолі. Він зазнав поразки від Мстислава Ізяславича, отримав рану й незабаром помер. Мстислав віддав київський престол старшому в роді смоленському князю Ростиславу Мстиславичу, який погодився сісти в Києві за умови, що він буде справжнім правителем, а не маріонеткою.
Ростислав Мстиславич княжив до 1167 року. Після його смерті у Києві сів Мстислав Ізяславич. Наступного року він провів успішний похід на половців.
1169 року Андрій Боголюбський зібрав велике військо й напав на Київ. До коаліції входили крім володимирських та суздальських дружин, дружини ростовських, муромських, смоленських, полоцьких, чернігівських князів та половецькі орди. Уперше в історії кияни захищали місто, а тому уперше в історії переможці розграбували його. Грабунок продовжувався три дні. Мстислав Ізяславич утік на Волинь шукати підтримки. Андрій Боголюбський не став княжити в Києві, а посадив на київський престол свого брата Гліба Юрійовича.
1170 року Мстислав Ізяславич прогнав Гліба Юрійовича з Києва, однак незабаром помер, і Гліб повернувся.
1164 року чернігівський престол отримав старший у роді Ольговичів Святослав Всеволодович.

## Західна Євпропа
Імператор Священної Римської імперії Фрідріх Барбаросса вів війну з містами-державами північної Італії, намагаючись позбавити їх самоуправління. 1162 року його війська зруйнували й розграбували Мілан. 1167 року війська Барбаросси здобули перемогу над захисниками Римської комуни. Імператор увійшов у Рим, де антипапа Пасхалій III знову коронував його. Того ж, 1167 року, міста північної Італії утворили союз проти Барбаросси, який отримав назву Ломбардської ліги.
Папа римський Олександр III більшість часу провів у вигнанні через конфлікт з імператором.
У Сицилійському королівстві 1161 року стався бунт проти короля Вільгельма I Злого, який завершився смертю його сина Рожера. Вільгельм I помер 1166 року. Його змінив на троні Вільгельм II Добрий, за малолітством під опікою матері.
Данський король Вальдемар I Великий та саксонський герцог Генріх Лев вели наступ на землі західних слов'ян. 1168 року Вальдемар I захопив і зруйнував великий язичницький центр Аркона на острові Рюген.
В Англії правив Генріх II Плантагенет. Йому належала також більша частина сучасної Франції. Наступ Генріха II на Уельс не мав значного успіху. Починаючи з 1169, англо-нормандці почали вторгнення в Іраліндію. 1164 року англійський король почав запроваджувати Кларендонські постанови — юридичну реформу, яка підпорядковувала церкву світській владі, через що у розпочався конфлікт з архієпископом Кентерберійським Томасом Бекетом. Бекету довелося втікати в Францію й шукати захист у короля Людовика VII. Після його повернення в Англію, його вбили 1170 року в Кентерберійському соборі.
1161 року королем Швеції став Карл VII Сверкерсон. 1167 року його вбили. Новим королем проголосив себе Кнут I Еріксон, одночасно у частині Швеції королями проголосили себе  Буріслев та Коль Сверкерсони.
У Франції поширилося альбігойство. Розпочалося будівництво Собору Паризької Богоматері. 
Стефан Неманя став жупаном Рашки, майбутньої Сербії. На політичну ситуацію в Угорщині сильно впливала Візантія. Після смерті 1162 року Гези II, королем став Іштван III, однак незабаром візантійці посадили на трон Ласло II, потім Іштвана IV. Іштван III все ж повернув собі владу, звернувшись за допомогою до імператора Священної Римської імперії. Візантія, проте, відібрала в Угорщини Хорватію та Далмацію.

## Близький Схід
1162 року королем Єрусалиму  став Аморі I. У Фатімідському Єгипті настала криза, часто змінювалися візири. Один із них Шавар утік до правителя Сирії Зангіда Нур ад-Діна і попросив у нього допомоги.  Коли хрестоносці стали наступати на Єгипет, Нур ад-Дін послав у Каїр полководця Ширкуха з небожем Салах ад-Діном. 1169 року Салах ад-Дін убив Шавара, а після смерті свого дядька став візиром Єгипту.

## Виноски
1. ↑  див. Архів оригіналу за 12 червня 2018. Процитовано 4 січня 2019.